# Chin Woo Athletic Association
Chin Woo Athletic Association, (Jing Wu's atletiske forening) (Traditionel kinesisk:精武體育會, Simplificeret kinesisk:精武体育会, Pinyin: jīngwǔ tǐyù huì; lit. Elite Martial Athletic Association) er en kinesisk kampsports forening grundlagt i Shanghai 17. juli, 1910), men modstridende kilder anfører datoen for grundlæggelsen i 1909. På grund af den uløselige svaghed af udtalelse, kan begrebet findes på mage flertydige stavemåder – Jing Mo, Ching Wu, Jing Wo, etc. I dansk ortografi staves begrebet Jingwu.

## Historie
Mange kilder siger, at Jingwu blev grundlagt af Huo Yuanjia(霍元甲), den berømte udfordrende kriger, som døde måneder inden dets stiftelse. Dette giver det falske indtryk at kun én mand grundlagde hele foreningen alene, da det i virkeligheden blev stiftet af en komite af folk. På grund af Huo Yuanjias popularitet og nylige død, besluttede komiteen at han skulle være Jingwus "ansigt", på grund af hans stærke tilknytning til det.
Det at Huo var beundret som en kinesisk nationalhelt, medførte at en række af andre store mestre gik med til at undervise på Jingwu skolen. Heraf kan bl.a. nævnes navne som; Eagle Claw (鷹爪派) mester Chen ZiZheng (陳子正), Seven Star Praying Mantis (七星螳螂拳) mester Luo Guangyu (羅光玉), Xing (形意拳) mester Geng Xiaguang, og Wu Jianquan (吳鑑泉), grundlæggeren af Wu style Taijiquan (吳式太極拳).
Et af de første betydningsfulde offentlige kampsportsskoler i Kina. Med Jingwu var hensigten at skabe et mere åbent miljø for at undervise og lære kampsport i modsætning til hemmelighedsfuld træning som i fortiden var i alt almindelighed. Med denne hensigt følte grundlæggerne at det ville holde traditioner i live. Traditioner som hemmeligholdelse og sociale forandringer ellers ville lade gå under. Oprindeligt startede foreningen med at lægge vægt på adskillige former af kampkunst, for at give udøveren en velorienteret kampsportsforståelse foruden hvad man ønskede at specialisere sig i. The Chin Woo Association inspirerede økumenien
set i det kinesiske kampsports samfund under Republikken Kina, som gav mulighed for at foreninger såsom the National Martial Arts Institutes blev stiftet. Sun Yat Sen (孫逸仙), grundlæggeren af Republikken Kina deltog i den tredje årlige begivenhed afholdt af Jingwu i 1915. Her holdt han en tale for at opmuntre folk til at søge medlemskab. Da Sun Yat Sen atter deltog i den tiende årlige begivenhed i 1920, skrev han også et specielt Jing Wu nyhedsbrev og lavede en platte med indgraveringen "martial spirit" (Kampånd).
Nedlagt af Folkerepublikken Kinas regering i 1966, men Chin Woo Associationen blev erklæret genåbnet efter Kulturrevolutionen, og for tiden kan mere end 150 forgreninger findes rundt omkring i verden. I Norden findes der kun én Jing Wu skole; Copenhagen Jingwu Academy of Kungfu (CJWA) som har belligenhed i Danmark.

## Standardindordning
Under Jing Wus tidlige dage i Shanghai, udviklede chefinstruktør Chao Lin Ho en indordning, som blev Jing Wus standardindstillinger (Fundamentale rutiner):
1. Twelve Rows of Tan Tui

2. Gung Lic Kuan (Work – Strength Fist)

3. Jeet Kuan (Flying Swallow)

4. Big Battle Fist (Upper & Lower)

5. Eight Trigram Saber (Ba Gua Dao or Pa Kua Tao)

6. Shepherding Staff

7. Five Tigers Catches the Lamb Spear

8. Tam Tui Sparring

9. Set Fist

10. Saber versus Spear

Stilarterne bliver undervist i forskelligt fra skole til skole, afhængig af den lokale Sifu dvs. Nordlige Mantis, Nordlige Shaolin Lo Han, Mizong, etc. Standarts indordningen var imidlertid almindelig i almen i alle Jing Wus foreninger.

## Fiktive skildringer
- Jing Wu Men, på dansk oversat til Dragens Knytnæve, en fra 1972 film med Bruce Lee i hovedrollen. Denne film blev lavet som hyldest til foreningen.
- Jing Wu Ying Xiong, med Jet Li i hovedrollen.